# Kubamyggsnappare
Kubamyggsnappare> (Polioptila lembeyei) är en fågel i familjen myggsnappare inom ordningen tättingar.

## Utseende och läte
Myggsnappare är små, gråaktiga fåglar som mycket aktivt rör sig genom växtligheten medan de konstant vippar, reser och brer ut sin långa stjärt för att skrämma upp insekter. Kubamyggsnapparen skiljer sig från exempelvis svartbrynad myggsnappare på vitt ansikte kantat av en tunn svart linje. Bland lätena hörs upprepade "da-JIP", ett snabbt och gnissligt "ji-ji-ji-ji-ji" samt ett "zheee" likt många andra myggsnappararter.

## Utbredning och systematik
Fågeln förekommer enbart i halvtorra kustnära buskmarker på östra Kuba och Cayo Coco. Den behandlas som monotypisk, det vill säga att den inte delas in i några underarter.

## Status
Trots det begränsade utbredningsområdet och det faktum att den minskar i antal anses beståndet vara livskraftigt av internationella naturvårdsunionen IUCN. 

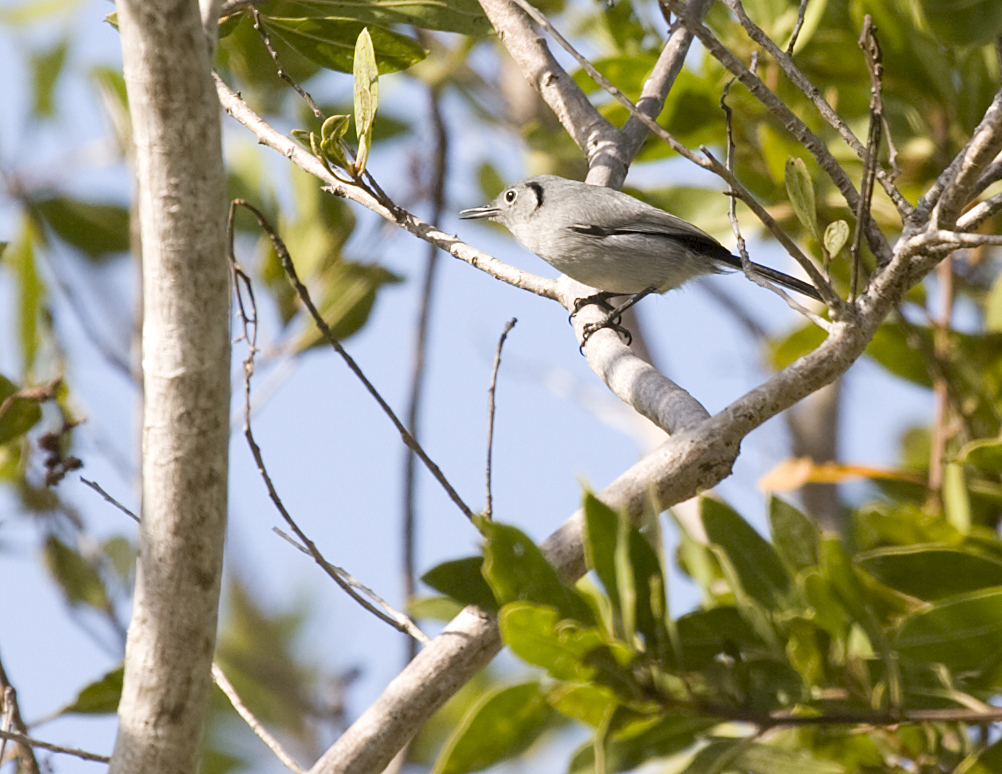